# Scopula pseudophema
Scopula pseudophema là một loài bướm đêm trong họ Geometridae.